# Dmitrij Michajlovič Golicyn (1665-1737)
Principe Dmitrij Michajlovič Golicyn, in russo Дмитрий Михайлович Голицын? (Mosca, 3 luglio 1665 – Šlissel'burg, 25 aprile 1737), è stato un politico russo.

## Biografia
Era il primogenito di Michail Andreevič Golicyn (1639-1687), e di sua moglie, Praskov'ja Nikitična Kaftyreva (1645-1715).

## Carriera
Servì come capitano del Reggimento Preobraženskij (1694-1697), poi studiò scienza militare in Italia (1701-1704), fu ambasciatore a Costantinopoli e fu imprigionato nella fortezza di Yedikule. Successivamente partecipò alla Guerra del nord.
Fu governatore di Kiev (1707-1718) e dal 1718 divenne senatore, responsabile delle questioni finanziarie. Godette della fiducia di Pietro I, che spesso si rivolse a lui con varie richieste (per esempio, il trasferimento di alcuni libri). Tuttavia, nel 1723 venne arrestato ma fu graziato su richiesta dell'imperatrice.
Dopo la morte di Pietro I, i sostenitori del partito di Golicyn sostennero il regno di suo nipote Pietro II; ma lo stesso Golycin si accostumò all'ascesa di Caterina I, in cambio di un posto al Consiglio Privato Supremo. Nel 1726 Golicyn partecipò ai negoziati sull'alleanza russo-austriaca.
Nel 1730 una discendente della dinastia dei Romanov, la nipote di Pietro
il Grande, la duchessa di Curlandia, Anna Ioannovna, avrebbe definitivamente sconfitto il principe
Dmitrij Michajlovic Golicyn: i suoi sodali aristocratici e la media nobiltà
che voleva una maggiore libertà, in quella vicenda, dimostrarono di temere i «personaggi potenti» e non reagirono alla progressiva emarginazione del loro capofila.

## Matrimonio
Nel 1684 sposò la principessa Anna Jakovlevna Odoevskaja (?-1750), figlia di Jakov Nikitič Odoevskij. Ebbero tre figli:
- Sergej Dmitrievič (1696-1738);
- Aleksej Dmitrievič (1697-1768);
- Anastasija Dmitrievna (1698-1747), sposò Constantin Cantemir, non ebbero figli.

## Morte e rivalutazione successiva
Nel 1736 venne arrestato, accusato di tradimento e venne imprigionato nella fortezza di Šlissel'burg, dove morì nel 1737.
Nella dissoluzione del sodalizio nobiliare che lo sosteneva - e che scelse di sottomettersi alla parte retrograda della Corte imperiale, invece di rivendicare un ruolo storico comparabile a quello delle borghesie europee occidentali - la storiografia individua il germe della catastrofe rivoluzionaria che, nell’anno 1917, avrebbe consentito a Lenin di condurre a termine la distruzione della grande potenza russa: i piccoli nobili russi "con ciò impostarono definitivamente una tradizione della monarchia russa basata sulla sottomissione politica
delle classi colte di fronte a un potere supremo e indipendente".